# The Pogues
The Pogues és una banda britànica d'arrel irlandesa que mescla la música celta amb el punk. Les seves cançons fan sonar música irlandesa amb influències que van des del rock al jazz. La banda va ser fundada el 1982 i la lidera el carismàtic Shane MacGowan.
La banda va assolir un gran èxit de públic a mitjans de la dècada de 1980 fins a principis de la dècada de 1990, quan Shane MacGowan va deixar el grup degut a problemes amb l'alcohol. La formació va continuar primer amb Joe Strummer, líder de la banda britànica The Clash, com a cantant, i més tard amb Spider Stacy, el flautista de The Pogues. L'any 1996 van deixar els escenaris, però el 2001 van tornar a agrupar-se, amb Shane MacGowan ja recuperat, i van reaparèixer als escenaris encara que sense fer noves gravacions.
La seva música barreja un missatge polític, influenciat per The Clash, amb l'essència de la més pura música tradicional irlandesa, amb instruments com el tin whistle, el banjo, la mandolina, l'acordió o el bodhrán. En el lapse que Shane MacGowan deixà la banda, els instruments de base elèctrica prengueren més importància.
The Pogues va néixer a King's Cross, un districte del nord de Londres, l'any 1982. Van néixer com a Pogue Mahone, una expressió gaèlica (Póg mo thóin, que vol dir "Fes-me un petó al cul") adaptada a l'anglès. Els seus primers contactes amb productors i programadors els advertiren que el nom de la banda era excessivament groller, de manera que el feren derivar en The Pogues.
L'any 1988, l'endemà d'una actuació a la Sala Zeleste, The Pogues aprofità per a gravar, a cavall entre la Casa Batlló i els carrers de Tiana, el videoclip de la cançó "Fiesta", dirigit per Adrian Edmondson.